# Inro

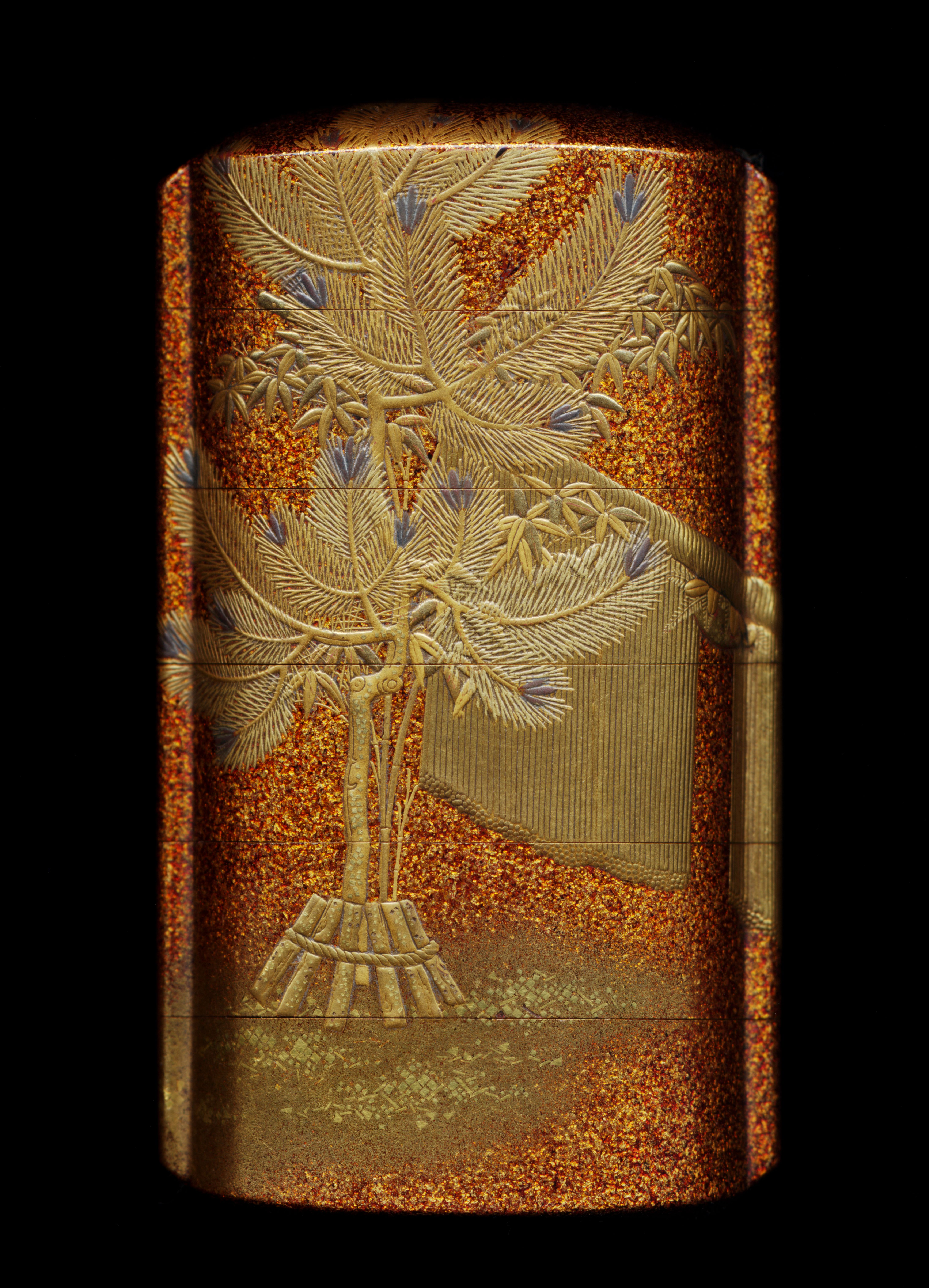
Inrō

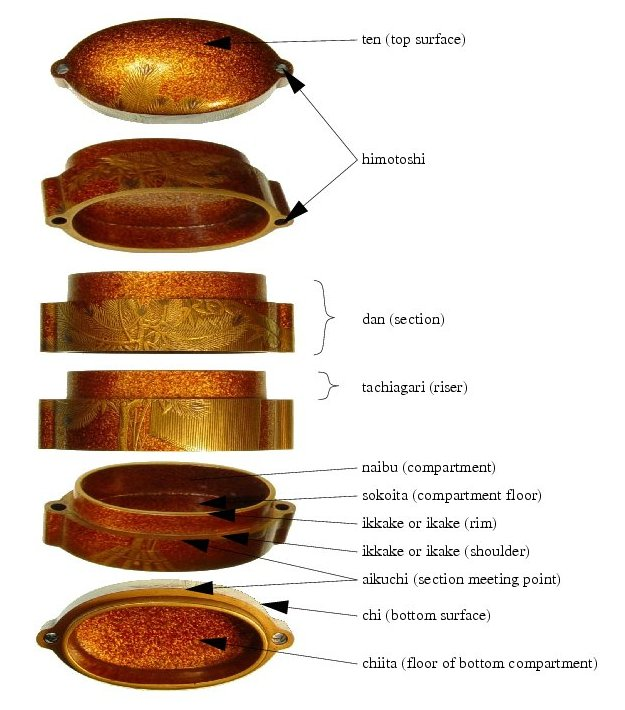
Inrō i delar

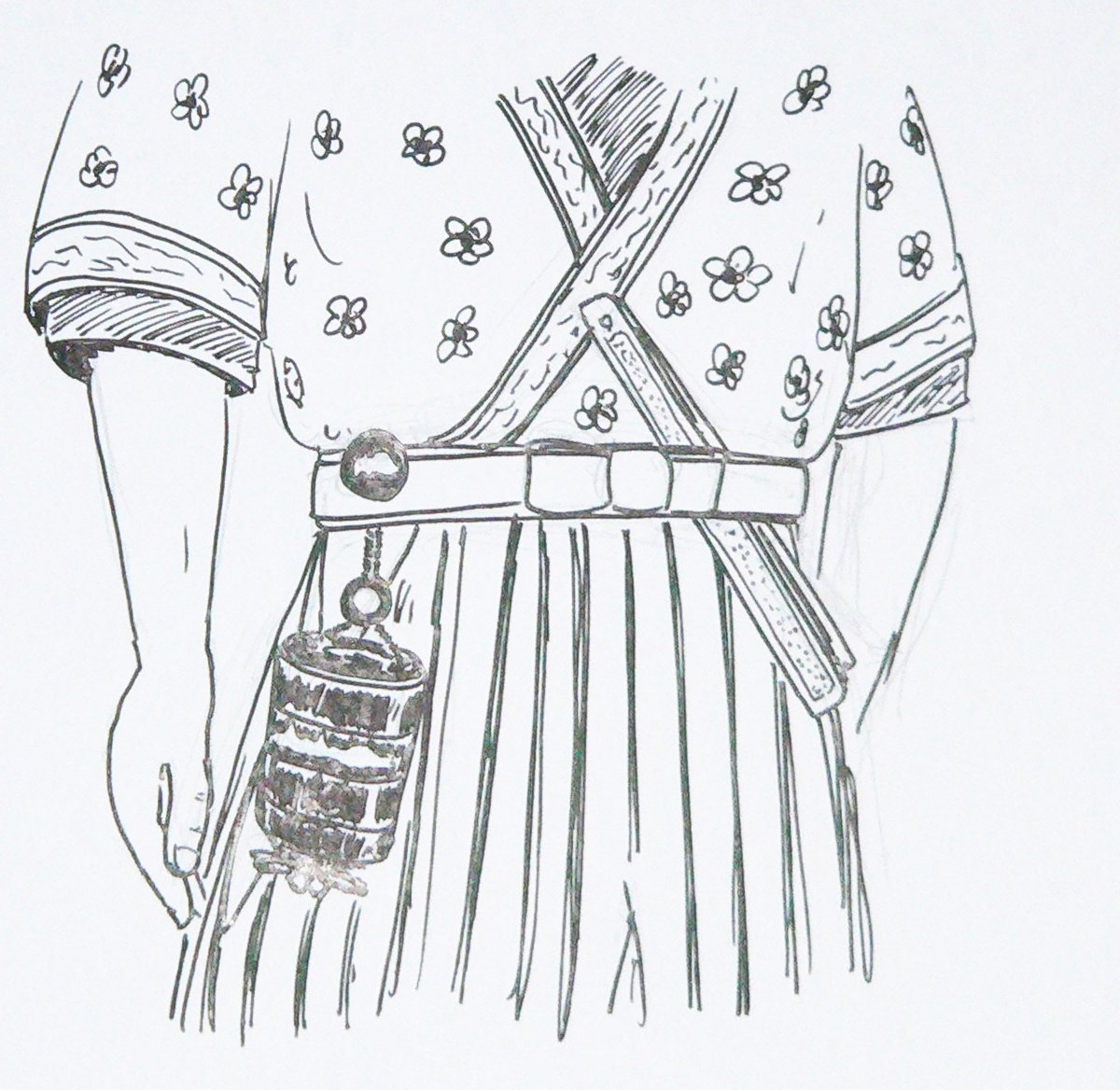
Inrō i bruk

Inrō (印籠) är en dosa för medicin eller sigilldon, som användes i brist på fickor till den traditionella japanska klädseln, kimonon (着物), för män.

## Funktionshistoria
Det som en man behövde bära med sig fick fästas i till exempel bältet, obin (帯, おび).  Inrōn eller andra mindre hängande saker, så kallade sagemono (下げ物) fästes med en silkessnodd först genom en ojime (緒締め), löpkula, därefter innanför bältet, för att ovanför bältet trädas genom en netsuke, som fungerade som ändstopp eller stoppknapp. Arrangemanget hade tillkommit av praktisk nödvändighet någon gång under tidigt 1600-tal. Senare, och då gärna med de tre delarna utförda som ett matchande set, blev det en klädsam accessoar, särskilt då den var undantagen överflödslagarna, som annars reglerade bland annat dräktens utformning. Traditionen utvecklades under Tokugawaperioden (1603–1867) till ett avancerat konsthantverk.

## Konsthantverket
Alltefter bärarens tillfälliga behov, smak och modets växlingar uppstod snabbt en efterfrågan med krav på motivval, kvalitet, konstnärlig finess och variation. Detta ledde till att främst netsuke och svärdsmonteringar som tsuba (鍔) men även inrō kom att produceras i förhållandevis stora mängder av konsthantverkare, som kunde försörja sig på sina verk. Inrotillverkarna, som arbetade i lack och metall tillsammans med netsukeskulptörerna, valde matchande motiv från mytologi, historia, växt- och djurvärld. En inrō kunde till exempel utföras i röd lack med reliefdekor i svart och guldlack och föreställa en mårdhund, tanuki (狸) klättrande på en tallstam.
Bakom inrō låg alltså ett tidsödande precisionshantverk. Välgjorda inrō var helt lufttäta och gjordes i tre - fyra sektioner. Träkärnan kunde behöva torka i flera år, varefter lackkonstnären tog vid med sina många lager lack. Detta bidrog till att inrō blev eftertraktade statusföremål och i nutid, samlarobjekt.